# Dendronephthya wijsmanae
Dendronephthya wijsmanae is een zachte koraalsoort uit de familie Nephtheidae. De koraalsoort komt uit het geslacht Dendronephthya. Dendronephthya wijsmanae werd in 1974 voor het eerst wetenschappelijk beschreven door Verseveldt. 